# Henryka Łazowertówna

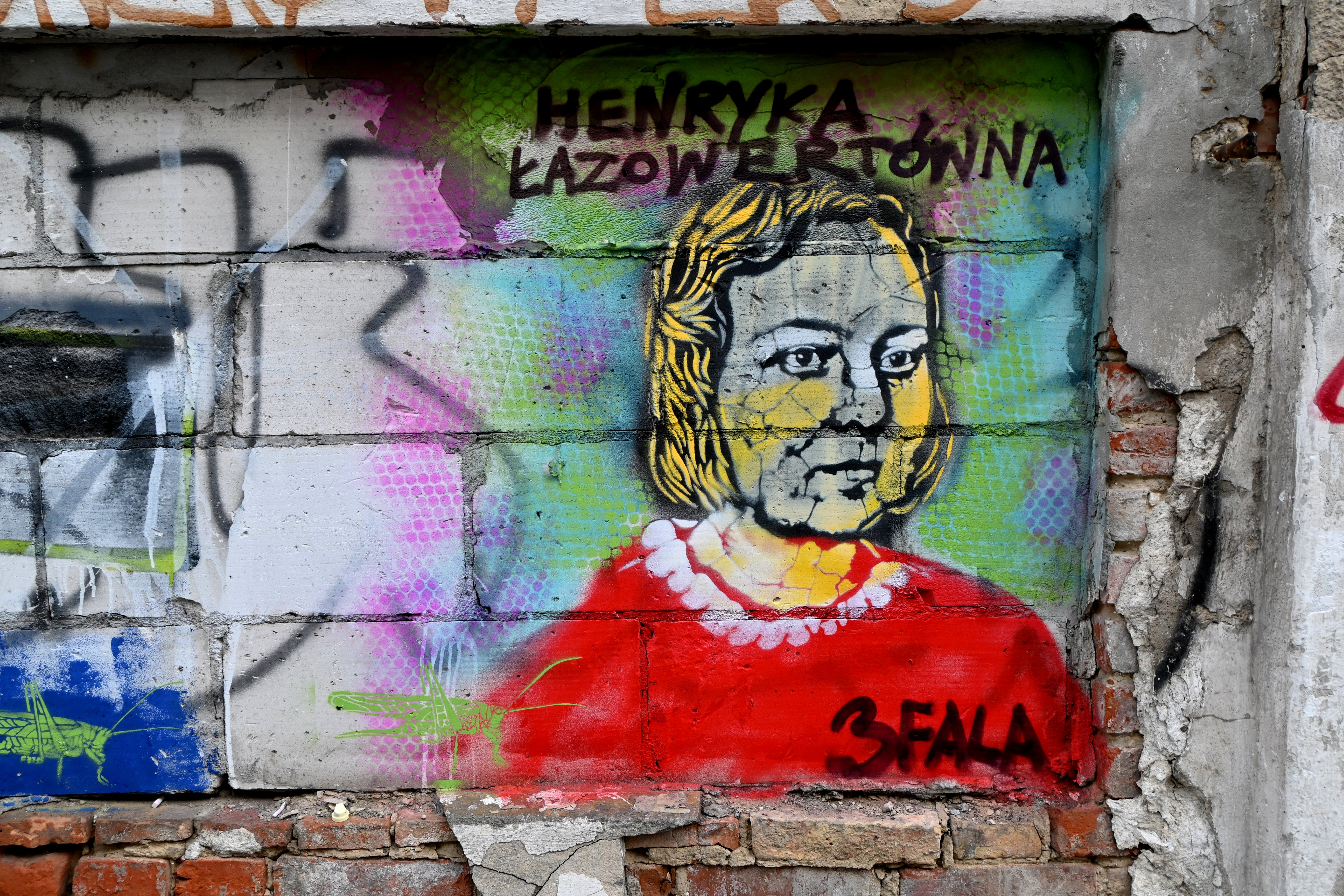
Porträt von Henryka Łazowertówna (Wandbild im Warschauer Stadtteil Wola)

Henryka Łazowertówna (geboren am 19. Juni 1909 in Warschau, Polen; gestorben im August 1942 im Vernichtungslager Treblinka) war eine polnische jüdische Dichterin. Nach dem Überfall NS-Deutschlands auf Polen war sie für das Ringelblum-Archiv des jüdischen Widerstands tätig. Sie starb mit ihrer Mutter im Vernichtungslager Treblinka.

## Leben vor dem deutschen Überfall auf Polen
Henryka „Wanda“ Łazowertówna wurde in einer säkular orientierten jüdischen Familie geboren. Ihre Mutter Bluma war als Lehrerin tätig; der Beruf ihres Vaters Maksymilian ist nicht bekannt. Henryka studierte als freie Studentin Polnisch und Romanistik an der Universität Warschau. Nach ihrem Studienabschluss erhielt sie ein Stipendium des polnischen Ministeriums für Konfessionen und Volksaufklärung. Damit konnte sie ihr Romanistik-Studium an der Universität Stendhal in Grenoble fortsetzen.
1934 starb Henrykas Vater und die Familie geriet in eine finanzielle Notlage. Bis 1939 wohnte Łazowertówna zusammen mit ihrer Mutter in der Siena-Straße in Warschau, wo neben Großhändlern, Eisenwarenverkäufern und Obstimporteuren auch zahlreiche Künstler und Schriftsteller lebten. Als deutsche Truppen im September 1939 in Polen einfielen, wurde ihre Wohnung durch Bombenangriffe der Luftwaffe teilweise zerstört, doch es gelang Mutter und Tochter, die Räume wieder bewohnbar zu machen.

## Literarisches Werk
Nach dem Studium arbeitete Henryka Łazowertówna in Warschau für die Literaturzeitschriften Droga und Plon. Anders als viele anderen jüdischen Schriftsteller schrieb sie in polnischer Sprache. 1935 wurde sie Mitglied der Warschauer Sektion des Polnischen Schriftstellerverbandes. Beim zehnten Todestag des Schriftstellers Stefan Żeromski trug sie, neben so berühmten zeitgenössischen Dichtern wie Czesław Miłosz, Julian Tuwim und Kazimierz Wierzyński, auf der Bühne aus ihren eigenen Werken vor.
Stilistisch stand sie dem Skamander-Kreis nahe, einer Gruppe von Dichtern, die sich für den Gebrauch der alltäglichen Sprache und alltäglicher Themen in der Poesie einsetzten, ohne damit politische Aussagen zu verbinden. Łazowertównas Werke verweisen jedoch auf ihr starkes Empfinden gegenüber sozialer Benachteiligung und gesellschaftlicher Ungerechtigkeit:
Ich bin ein verschlossener Raum

Ich bin eine Fliege, in Bernstein erstarrt

Alles, was ich in meinen Gedichten bin

wird mit mir verblassen und vergehen.

Wir haben genug über uns selbst geschrieben

Dichter, die wie zerbrochene Schlüssel sind

Es gibt so viele andere Menschen auf der Welt

Über die zu wenig geschrieben wird! […]
In ihrem kurzen Leben (sie wurde 33 Jahre alt) veröffentlichte sie zwei Gedichtbände: Zamknięty pokój („Verschlossener Raum“, 1933) und Imiona świata („Namen der Welt“, 1934), die beide sehr positiv aufgenommen wurden. 1930 wurde sie für ihr Gedicht Stara panna („Die Alte Jungfer“) in einem Literaturwettbewerb mit einem Preis ausgezeichnet.
Im Jahr 1938 publizierte sie die Kurzgeschichte Wrógowie („Feinde“), die sich mit dem starken Antisemitismus in der polnischen Gesellschaft auseinandersetzt. Auslöser waren persönliche Erfahrungen: Sie hatte miterlebt, wie Faschisten 1930 vor dem Tor der Warschauer Universität Studierende mit semitischen Gesichtszügen aus der Menge zerrten und verprügelten. Trotz ihrer Herkunft ging Łazowertówna unbeirrt durch das Tor. Der polnische Schriftsteller Tadeusz K. Gierymski schrieb über sie:

„[…] es war eine schlimme Zeit, eine Zeit der Verachtung, in die die Jugendjahre dieses Warschauer Mädchens fielen. Als freie Studentin der polnischen und romanischen Philologie an der Warschauer Universität bekam sie die Feindseligkeit der rechten Jugend zu spüren. Sie erzählte Kozikowski, wie sie sich gefürchtet hatte, als sie am Tor der Universität ankam und sah, wie Männer mit Knüppeln und Schlagringen einen Studenten mit auffällig semitischen Gesichtszügen verprügelte. Sie zögerte, ob sie weitergehen oder umkehren sollte, doch sie überwand ihre Angst. „Selbst wenn sie mich umbringen würden, würde ich nicht umkehren“, sagte sie. Sie ging weiter, ohne angehalten zu werden. Und die Schuldgefühle, die sie empfunden haben mag, kennen nur diejenigen, die, ähnlich hilflos wie sie oder schwach wie die meisten von uns, einmal trotz eines hilfsbedürftigen Menschen weitergegangen sind.“

## Im Warschauer Ghetto

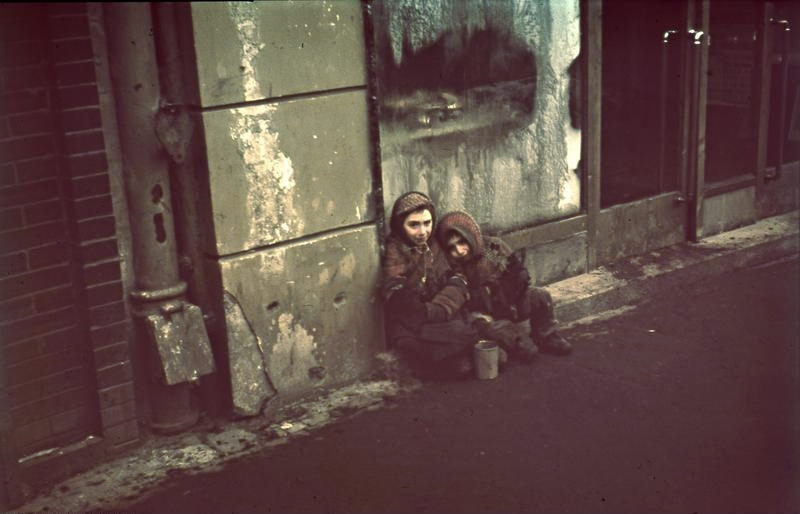
Bettelnde Kinder im Warschauer Ghetto

Als die SS die jüdische Bevölkerung Warschaus in das abgeriegelte Warschauer Ghetto verbannte, wurde die Siena-Straße, in der Łazowertówna mit ihrer Mutter wohnte, zum Teil des sogenannten Kleinen Ghettos. Doch die Lebensbedingungen der jüdischen Menschen im Ghetto waren gleichermaßen unmenschlich; alle litten unter Überbevölkerung, Hunger, Krankheiten, Terror und der ständigen Bedrohung durch Deportationen.
Łazowertówna wurde für die Wohltätigkeitsorganisation Centos (Central Organization for Orphan Care) tätig, um obdachlosen und verwaisten Kindern zu helfen, die vermehrt in den Straßen des Ghettos umherirrten, nachdem ihre Eltern deportiert oder ermordet worden waren.
Wegen einer Lungenkrankheit versuchte sie im Frühjahr 1940, Warschau zu verlassen und mit ihrer Mutter nach Krakau zu ziehen, was ihnen jedoch aufgrund fehlender finanzieller Mittel nicht möglich war. Freunde boten an, sie auf der „arischen Seite“ zu verstecken, aber sie lehnte ab, weil die Ghettokinder ihre Hilfe brauchten. Der Historiker und Widerstandskämpfer Emanuel Ringelblum verschaffte ihr eine Anstellung bei der Organisation Jüdische Soziale Selbsthilfe (Alejnhilf), wo sie die Pressearbeit übernahm und Flugblätter, Aufrufe und Broschüren verfasste, um Spenden für Flüchtlinge, Obdachlose und Kinder zu sammeln.

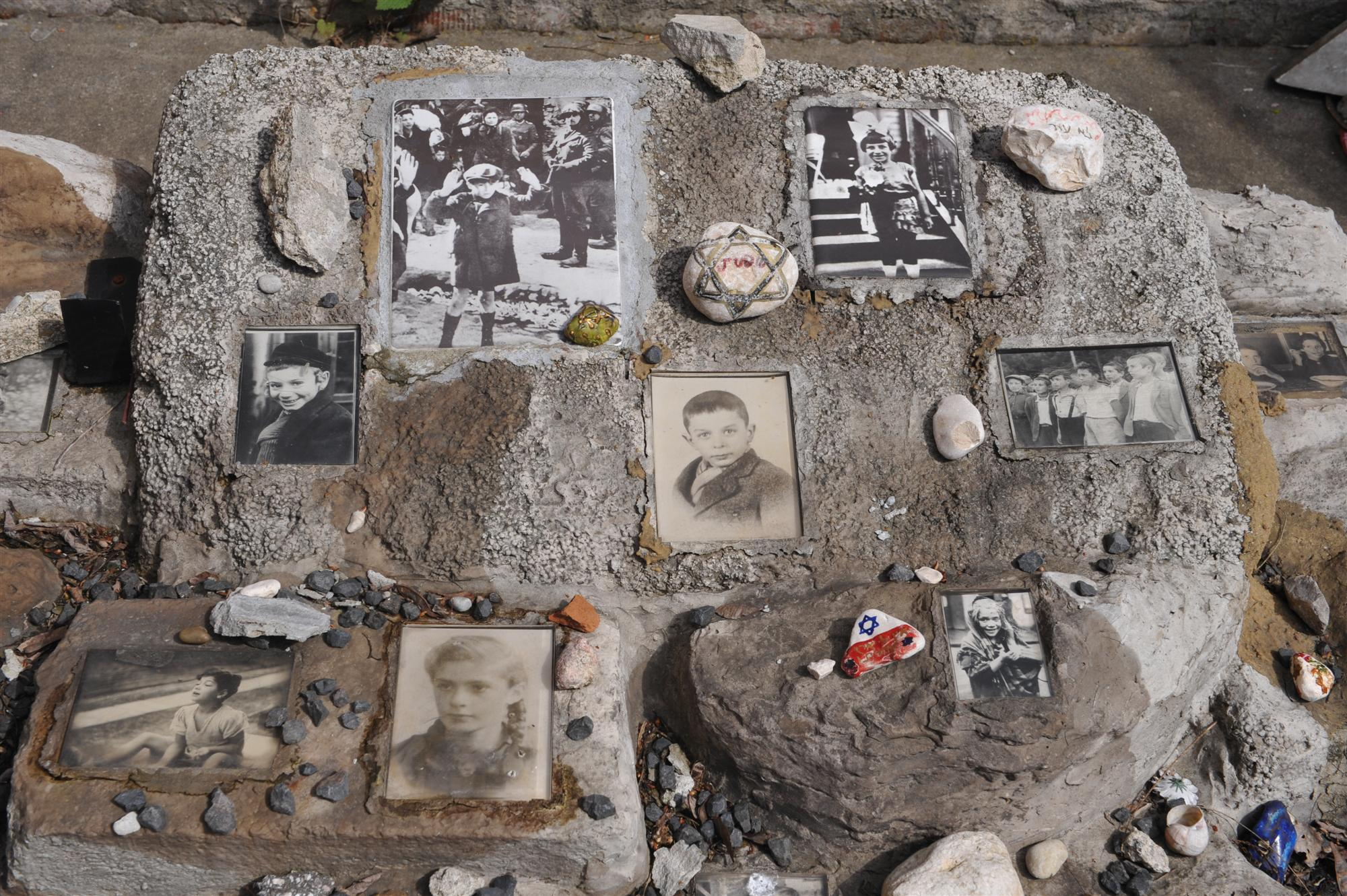
Gedenkstein für kleine Schmuggler (Denkmal der Kinder – Opfer des Holocausts in Warschau)

Vermutlich war es auch Ringelblum, der sie zum jüdischen Untergrundarchiv Oneg Schabbat (Freude am Sabbat), später Ringelblum-Archiv, brachte, in dem sie bald zum inneren Kreis zählte. Für den Widerstand redigierte sie Flugblätter, sammelte Dokumente und schrieb Berichte über das Leben im Ghetto. Mit eindringlichen Worten beschrieb sie das Leiden der jüdischen Bevölkerung im Ghetto, die verzweifelt um das Überleben kämpfte.

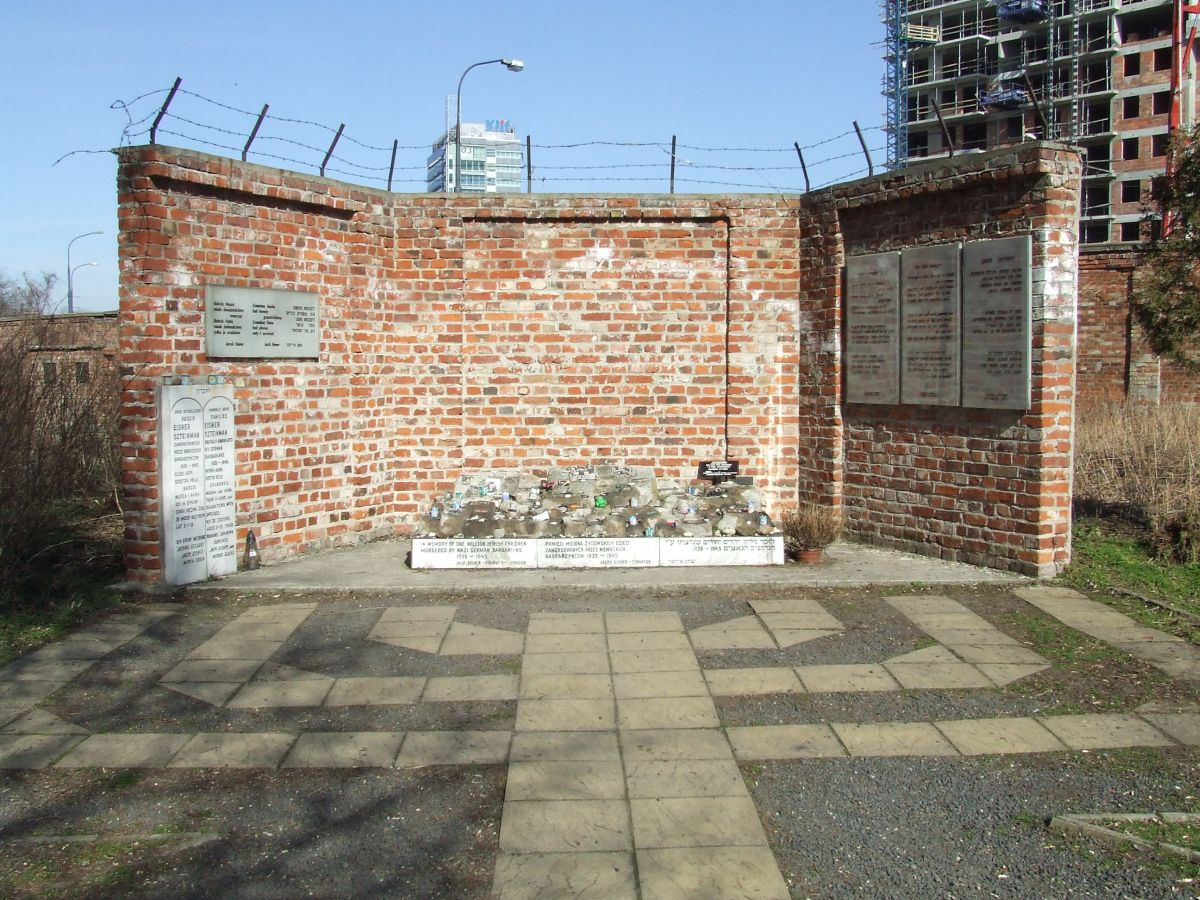
Der kleine Schmuggler (Wandgedicht in 3 Sprachen am Denkmal der Kinder – Opfer des Holocausts in Warschau)

Łazowertównas Werk über eine Flüchtlingsfamilie aus Bydgoszcz (Neun Monate in Pawiak) wurde in einem von Oneg Shabbat im Untergrund organisierten Wettbewerb ausgezeichnet. Das Buch, das heute als verschollen gilt, handelte von einer gutsituierten jüdischen Familie, die nach der Umsiedlung nach Warschau langsam zugrunde geht. Nachdem sie ihren ganzen Besitz verkauft haben, verhungern sie nacheinander.
Trotz härtester Lebensbedingungen verfasste Łazowertówna auch weiterhin Lyrik. Berühmtheit erlangte ihr Gedicht Der kleine Schmuggler, in dem ein Kind berichtet, wie es täglich sein Leben riskiert, um Nahrung von der „arischen“ Seite ins Ghetto zu schmuggeln und damit seine Mutter am Leben zu erhalten. Der vollständige Text des Gedichts ist auf dem Denkmal der Kinder – Opfer des Holocausts eingraviert, das an die Millionen der Kinder erinnert, die im Holocaust ermordet wurden. Der Text des Gedichts wurde im Ghetto häufig rezitiert und auch als Lied vertont:
Durch Mauern, durch Zäune, an Posten vorbei,

Durch Stacheldraht, Schutthalden, Risse,

entschlüpfe ich wie eine Katze

Verwegen, verhungert, verbissen.

Am Mittag, in der Nacht, in der Dämmerung,

ob Schneesturm, Kälte oder Hitze,

Hundertmal riskiere ich mein Leben,

setze ich meinen Kopf aufs Spiel.

Mit einer Tasche aus Sackleinen,

bloß noch Lumpen als Bekleidung,

Mit vom Winter vereisten Gliedern,

Das Herz betäubt von Verzweiflung.

Doch das alles muss gelitten

Und das alles ertragen werden,

damit ihr morgen alle

Genug Brot essen könnt. […]

## Deportation und Tod
Als die Nationalsozialisten im Juli 1942 mit den massenhaften Deportationen in die Vernichtungslager begannen, bei denen täglich mehr als 5.000 jüdische Menschen aus Warschau abtransportiert wurden, geriet Łazowertównas Mutter auf die Transportliste. Henryka wollte sie nicht allein lassen und ging mit ihr zum Umschlagplatz. Die jüdische Selbsthilfe versuchte sie noch zu retten, aber sie lehnte ab. Henryka Łazowertówna und ihre Mutter wurden im August 1942 im Vernichtungslager Treblinka ermordet.

## Werke
Erhalten gebliebene Werke von Henryka Łazowertówna (darunter Gedichte und Briefe) befinden sich im Museum für Literatur in Warschau.

### Gedichtsammlungen
- Zamknięty pokój (Verschlossener Raum, 1930)[9]
- Imiona świata (Namen der Welt, 1934)[9]

### Einzelne Gedichte
- O zachodzie słońca (Bei Sonnenuntergang). In: Pamiętnik Warszawski, Warschau, Band 3, Juli–September 1931, S. 88.[20]
- Noc na ulicy Śliskiej (Nacht auf glatter Straße). In: Droga: miesięcznik poświęcony sprawie życia polskiego (Warschau), Band 14, Nr. 4, 1935, S. 365.
- Mały szmugler (Der Kleine Schmuggler, 1941)[21]

### Prosa
- Anna de Noailles (Über Anna de Noailles). In: Droga (Miesięcznik poświęcony sprawie życia polskiego), Band 13, Nr. 4, Warschau 1934, S. 399–401.
- Wrogowie: opowiadanie (Nowy Głos). In: Warszawska Gazeta żydowska, Band 2, Nr. 120, kwiecień 30, 1938, S. 6.

## Weiterführende Literatur
- Dichterinnen aus dem Dunkel. Poetzki Z Ciemnosci. Zweisprachige Ausgabe, hrsg. von der Gruppe WIR (Verein zur Förderung der Deutsch-Polnischen Literatur), Literaturedition Nr. 2, Berlin 1995 (darin Texte von Halina Birenbaum, Krystyna Krahelska, Henryka Lazowertówna, Zuzanna Ginczanka (Sara Ginsburg), Grażyna Chrostowska, Gina Gieysztor, Irena Bobowska, Leonia Jabłonkówna).[22]
- Samuel D. Kassow, David G. Roskies: The Posen Library of Jewish Culture and Civilization. Volume 9: Catastrophe and Rebirth, 1939–1973. In: Posen Library of Jewish Culture and Civilization, Yale University Press 2020. ISBN 978-0-300-18853-0.
- Poezja polska, 1914–1939: antologia. Hrsg. von R. Matuszewski und S. Pollak, Czytelnik, Warschau 1962.
- Karol Wiktor Zawodziński: Zamknięty pokój’ Henryki Łazowertówny. In: Pamiętnik Warszawski, Nr. 3, 1931, S. 90–93.
- Wśród poetów, Wydawnictwo Literackie. Kraków 1964, S. 312–315 und 329–330.
- Encyclopedia of the Holocaust. Hrsg. von I. Gutman, Band 4, New York, Macmillan Publishing Company, 1995, S. 884, col. 1.